# 胸廓挤压试验
胸廓挤压试验，也称肋骨挤压试验、压胸试验，是一种用以检查肋骨骨折的体格检查手段。检查时要求受试者端坐或平躺，外展或上举上肢。检查者一手按在胸骨上，另一手按在脊柱上，然后两手同时分别向后、向前加压，使构成胸廓的“肋骨笼”产生形变。若受存在试者肋骨骨折，其骨折的位置会出现疼痛，称肋骨挤压试验阳性。